# Радіально-осьова турбіна

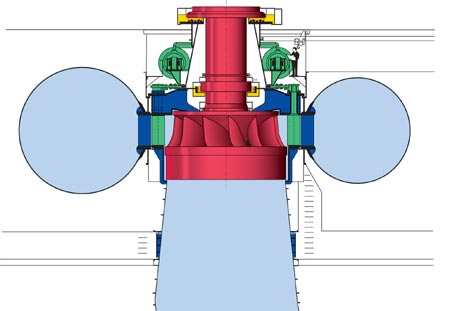
Радіально-осьова турбіна. Вертикальний переріз.

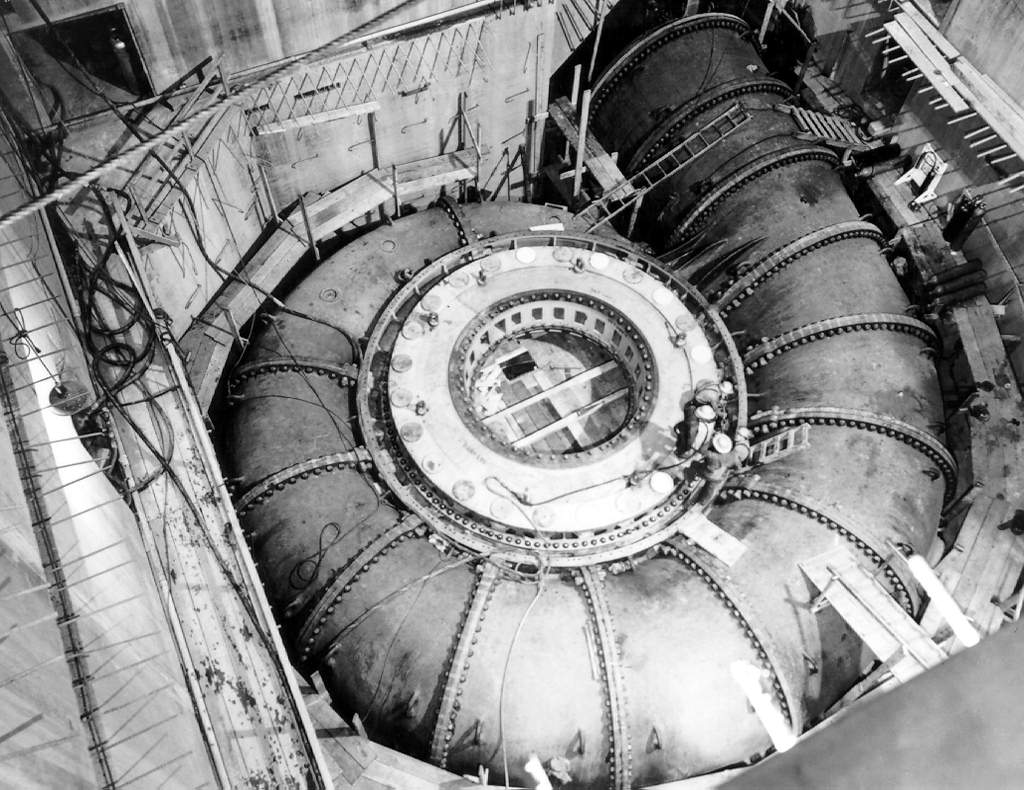
Монтаж турбіни Френсіса на ГЕС Гранд-Кулі, США. Вересень 1941 року.

Радіально-осьова турбіна, також турбіна Френсіса — реактивна пропелерна гідротурбіна, у робочому колесі якої потік води має спочатку радіальний (до осі), а потім осьовий напрямок. Вода в напрямний апарат радіально-осьової турбіни надходить зі спіральної камери гідротурбіни, відсмоктувальна труба зазвичай вигнута. Турбіна запропонована американським гідротехніком Джеймсом Френсісом у 1847 році й надалі була вдосконалена.
Радіально-осьові турбіни мають оптимальний ККД зі всіх гідротурбін.